# Samariscus triocellatus
 (août 2021).
Si vous disposez d'ouvrages ou d'articles de référence ou si vous connaissez des sites web de qualité traitant du thème abordé ici, merci de compléter l'article en donnant les références utiles à sa vérifiabilité et en les liant à la section « Notes et références ».
Espèce
La Sole à trois ocelles (Samariscus triocellatus) est une espèce de poissons plats de la famille des Samaridae.